# Mîhailivka, Apostolove
Mîhailivka (în ucraineană Михайлівка) este localitatea de reședință a comunei Mîhailivka din raionul Apostolove, regiunea Dnipropetrovsk, Ucraina.

## Demografie
Componența lingvistică a localității Mîhailivka
     Ucraineană (91,67%)
     Rusă (6,74%)
     Belarusă (1,06%)
     Alte limbi (0,27%)
Conform recensământului din 2001, majoritatea populației localității Mîhailivka era vorbitoare de ucraineană (91,67%), existând în minoritate și vorbitori de rusă (6,74%) și belarusă (1,06%).